# طایفه قنبرزهی
طایفه قنبرزهی (بلوچی: کمبرزی)از طوایف بلوچ ایرانی ساکن در منطقه بلوچستان که در کشورهای ایران، پاکستان و افغانستان قرار دارد می‌باشند.
این قوم در طول تاریخ بلوچستان نقش‌های برجسته ای را دارا بوده است علی‌الخصوص در مبارزات قوم بلوچ با انگلستان قوم قنبرزهی از جمله اقوامی بود که در جنگ‌های نالک و گورستانی که میان اقوام بلوچ و سربازان کمپانی هند شرقی صورت گرفت نقش بسزایی را بازی کرده

## خصوصیات قوم قنبرزهی
از جمله خصوصیات قوم قنبرزهی مانند سایر اقوام بلوچستان و اقوام ايرانى امانت داری و مهمان نوازی ،وفای به عهد است كه همان فرهنگ اصیل ایرانی می‌باشد.
قنبرزهی افرادی متحد و دین دوست هستند 
دراصل کمبرزهی معروف به (قنبرزهی)
نسل های کمرزی.جنگان زهی دودا زهی مزارزهی زرین زهی

## شجره نامه
1. حاجی شیر محمد
2. حاجی آسا خان
3. سیامرد خان (فرمانده قوم در جنگ کورستانی)
4. عیسی خان (فرمانده قوم در جنگ نالک)
5. عاجب
6. زرین
7. کمَر
8. جلال
9. ماندا
10. شادی
11. بولو
12. دودا
13. میرکمر
14. لاداد
15. مزار
16. بادین (بهاالدین)
17. میر رخشان
18. میرکمر
19. بادین (بهاالدین)
20. میر رخشان
21. میر حیات خان قاضی